# Veratrum fimbriatum
Veratrum fimbriatum là một loài thực vật có hoa trong họ Melanthiaceae. Loài này được A.Gray miêu tả khoa học đầu tiên năm 1868.